# Nordkorea i olympiska vinterspelen 2006
Nordkorea deltog med sex deltagare vid de olympiska vinterspelen 2006 i Turin. Ingen av landets deltagare erövrade någon medalj.